# Lithurgus cephalotes
Lithurgus cephalotes är en biart som först beskrevs av Van der Zanden 1977.  Lithurgus cephalotes ingår i släktet Lithurgus och familjen buksamlarbin. Inga underarter finns listade i Catalogue of Life.